# Formica atavina
Formica atavina é uma espécie de formiga do gênero Formica, pertencente à subfamília Formicinae.